# M-100 (autovía)
La M-100 es una carretera de la Red Principal de la Comunidad de Madrid (España). Con una longitud de 24,830 km, discurre entre las localidades de Alcalá de Henares en su enlace con la A-2 y San Sebastián de los Reyes en su enlace con la A-1.

## Características
La M-100 discurre en parte sobre el itinerario de la descatalogada C-100 entre Alcalá de Henares y Talamanca de Jarama.
Es autovía en el tramo entre la A-2 y la R-2, carretera convencional desdoblada entre la M-106 y la A-1 y vía para automóviles aunque señalizada y considerada como carretera convencional sin desdoblar en el resto de su recorrido entre estos dos tramos.

## Tramos
| Denominación | Tramo (autovía y carretera)                                                                                | km      | Año servicio                                            |
| ------------ | --- | ------- | ------------------------------------------------------- |
| M-100        | Alcalá de Henares Oeste A-2 - Avenida de Daganzo (Alcalá de Henares Norte) Tramo original Tramo en autovía | 3,7 3,7 | 1 carril por sentido: 1998 2 carriles por sentido: 2011 |
| M-100        | Avenida de Daganzo (Alcalá de Henares Norte) - Enlace R-2                                                  | 3       | 2 carriles por sentido: 2011                            |
| M-100        | Enlace R-2 - Cobeña Sur                                                                                    | 9       | 1 carril por sentido: 2000                              |
| M-100        | Cobeña Sur - San Sebastián de los Reyes Este A-1 Tramo original Tramo en autovía (con rotondas)            | 6,9 2,1 | 1 carril por sentido: 1997 2 carriles por sentido: 1997 |

## Recorrido
Une las localidades de:
- Alcalá de Henares
- Daganzo de Arriba
- Ajalvir
- Cobeña
- Algete
- San Sebastián de los Reyes

Además tiene enlaces con las siguientes autovías, autopistas y carreteras desdobladas:
- M-203, A-2 y R-2 en Alcalá de Henares
- M-118 y M-113 en Daganzo de Arriba
- M-114 y M-103 en Cobeña
- M-106 en Algete
- M-111 hacia Fuente el Saz y Paracuellos de Jarama
- A-1 en San Sebastián de los Reyes

Formaría parte de una hipotética M-60 planteada por la Comunidad de Madrid.

## Tráfico
En la tabla adjunta se detallan las cifras de intensidad media diaria (vehículos diarios) de 2011:
| KM     | Intensidad media diaria | % Vehículos pesados | Ubicación del P.K. de medición        |
| ------ | ----------------------- | ------------------- | ------------------------------------- |
| 0,120  | 6.062                   | 24,81               | Entre A-2 y antigua M-100             |
| 5,900  | 12.847                  | 14,44               | Entre antigua M-100 y R-2             |
| 11,140 | 8.913                   | 14,56               | Entre R-2 y la intersección con M-113 |
| 21,130 | 7.167                   | 14,57               | Entre M-113 y M-111                   |
| 22,970 | 44.253                  | 10,27               | Entre la intersección con A-1 y M-111 |